# 宮下昌己
宮下 昌己（みやした まさみ、1965年1月4日 - ）は、東京都調布市出身の元プロ野球選手（投手）、少年野球指導者。右投右打。

## 来歴
調布市立神代中学校では荒木大輔と同級生。日大三高に進み、エースとして1982年夏の甲子園西東京予選決勝に進出するが、日大二高の田辺晃（プリンスホテル）に完封負け、甲子園出場を逸する。
1982年のプロ野球ドラフト会議で中日ドラゴンズから6位指名を受け入団。
1986年には40試合に登板、3勝をあげる。同年は先発としても8試合に起用されるが結果を残せず、翌1987年には中継ぎに専念し50試合に登板、自己最多の5勝を記録した。
その後は登板数が減少、1989年オフに広橋公寿・小川宗直との交換トレードで、大宮龍男と共に西武ライオンズに移籍した。西武では一軍登板のないまま1991年限りで現役を引退。
引退後は吉祥寺で飲食店を経営して軌道に乗っていたものの、入居していたビルが住専がらみの物件だったため立ち退きを余儀なくされ、その後移転先が見つからず閉店する。飲食店をオープンした日、現役時代の監督だった星野仙一がお忍びで店に現れた。宮下は緊張のあまり最初から最後まで直立不動のままだったという。
その後は、派遣社員として様々な企業に勤務し、現在は調布市で家業の米屋（かつては小売りもしていたが、現在は卸売のみ）を継ぐ傍ら、少年野球チームの東京青山リトルシニアコーチを務めたのち、現在は監督。同チームでは後に中日入りした赤坂和幸を指導した経験を持つ。また大久保博元が主催する野球塾でも講師を務めていた。2023年4月に城西国際大学軟式野球部監督に就任

## プレースタイル・人物
最速154km/hのストレートと星野仙一を震えさせるほどの気迫がトレードマークだった。
1987年6月11日の対読売ジャイアンツ戦（熊本藤崎台球場）で、ウォーレン・クロマティの背中に死球を与えた。その際、クロマティはマウンドに駆け寄りながら、宮下に対し帽子を取って謝るようジェスチャーを交えながら要求。それでも宮下は帽子を取らなかったため、マウンド上でクロマティは宮下の左顎へ右ストレートパンチを放つという暴力事件が当時話題となった。この時、帽子を取らず立ち尽くしていたことについては、「あの時、実は狙っていました。でも故意とバレるような投球はしていません、こっちもプロですから。おそらくクロマティだけは空気を読んでいたのでしょう。それに（当時は監督が星野仙一だったため）自分も殴られ慣れていますから」振り返っている。またこの日は、広島の衣笠祥雄がルー・ゲーリッグ（元ニューヨーク・ヤンキース）に並ぶ通算2130試合連続出場の偉業を達成した日でもあったのだが、翌日のほとんどのスポーツ新聞が宮下とクロマティの一件を一面にしていたため、衣笠の偉業がとても小さな扱いになってしまった。このことについて宮下は「衣笠さんには『本当にすいませんでした』と頭を下げたいですね」と語っている。このシーンがあまりにも有名になったため引退後の仕事をする際に、名刺にクロマティーに殴られた写真を入れていた。
2007年6月17日に開催されたプロレス興行『ハッスル』にクロマティが参戦。上述の一件の縁から宮下も来場し、クロマティの応援をした。これにはクロマティも宮下に感謝していた。また宮下本人も「今度はクロマティとタッグを組みたい」とその時に語っていた。その後、2013年1月21日に日本テレビ系で放送された「深イイ話＆しゃべくり007 合体2時間SP」に登場し、ゲスト出演していたクロマティと再会。笑顔で握手を交わし、四半世紀ぶりの"和解"を果たした。2015年には3月14日にTBS系で放送された炎の体育会TVスペシャルの企画で「マスク・ド・ピッチャー」に扮し、クロマティと1打席勝負を行った。2020年9月8日、「クロマティチャンネル/Cromartie Channel」に出演、クロマティと上述の一件などを交えたトークを展開した。

## 詳細情報

### 年度別投手成績
| 年 度     | 球 団     | 登 板 | 先 発 | 完 投 | 完 封 | 無 四 球 | 勝 利 | 敗 戦 | セ 丨 ブ | ホ 丨 ル ド | 勝 率 | 打 者 | 投 球 回 | 被 安 打 | 被 本 塁 打 | 与 四 球 | 敬 遠 | 与 死 球 | 奪 三 振 | 暴 投 | ボ 丨 ク | 失 点 | 自 責 点 | 防 御 率 | W H I P |
| --------- | --------- | ----- | ----- | ----- | ----- | -------- | ----- | ----- | -------- | ----------- | ----- | ----- | -------- | -------- | ----------- | -------- | ----- | -------- | -------- | ----- | -------- | ----- | -------- | -------- | ------- |
| 1985      | 中日      | 3     | 0     | 0     | 0     | 0        | 0     | 0     | 0        | --          | ----  | 12    | 2.0      | 5        | 0           | 1        | 0     | 0        | 4        | 0     | 0        | 2     | 2        | 9.00     | 3.00    |
| 1986      | 中日      | 40    | 8     | 0     | 0     | 0        | 3     | 6     | 0        | --          | .333  | 389   | 95.2     | 84       | 10          | 27       | 2     | 2        | 73       | 7     | 0        | 41    | 37       | 3.48     | 1.16    |
| 1987      | 中日      | 50    | 0     | 0     | 0     | 0        | 5     | 3     | 2        | --          | .625  | 449   | 107.1    | 121      | 9           | 23       | 1     | 3        | 93       | 11    | 0        | 36    | 36       | 3.02     | 1.34    |
| 1988      | 中日      | 20    | 0     | 0     | 0     | 0        | 1     | 0     | 1        | --          | 1.000 | 155   | 35.0     | 41       | 6           | 9        | 0     | 2        | 16       | 4     | 0        | 19    | 16       | 4.11     | 1.43    |
| 1989      | 中日      | 4     | 3     | 0     | 0     | 0        | 0     | 3     | 0        | --          | .000  | 63    | 15.1     | 14       | 1           | 2        | 0     | 0        | 5        | 0     | 0        | 8     | 3        | 1.76     | 1.04    |
| 通算：5年 | 通算：5年 | 117   | 11    | 0     | 0     | 0        | 9     | 12    | 3        | --          | .429  | 1068  | 255.1    | 265      | 26          | 62       | 3     | 7        | 191      | 22    | 0        | 106   | 94       | 3.31     | 1.28    |

- 各年度の太字はリーグ最高

### 記録
- 初登板：1985年7月30日、対阪神タイガース14回戦（阪神甲子園球場）、8回裏に6番手で救援登板・完了、1回無失点
- 初奪三振：同上、8回裏に真弓明信から
- 初先発：1986年4月27日、対阪神タイガース6回戦（阪神甲子園球場）、5回0/3を2失点
- 初勝利・初先発勝利：1986年5月5日、対広島東洋カープ5回戦（ナゴヤ球場）、7回0/3を2失点
- 初セーブ：1987年5月28日、対阪神タイガース9回戦（阪神甲子園球場）、7回裏1死に3番手で救援登板・完了、2回2/3を1失点

### 背番号
- 60 （1983年 - 1986年）
- 16 （1987年 - 1989年）
- 13 （1990年 - 1991年）

## 主な出演

### MV
- がんばれ!Victory「ラリラリラ」（2015年9月2日）[9]

### TV
- やすとものいたって真剣です(2024年9月19日、ABCテレビ)